# Gouvernement Verwoerd
Régime parlementaire
Gouvernement Strijdom Gouvernement Verwoerd I
Le gouvernement Verwoerd désigne les membres des gouvernements sud-africains dirigés par le Premier ministre Hendrik Verwoerd entre septembre 1958 et septembre 1966. 

## Contexte
Le 2 septembre 1958, après la mort soudaine de Johannes Strijdom, Hendrik Verwoerd devient Premier ministre. Il ne forme pas un nouveau gouvernement mais reprend celui de son prédécesseur (Strijdom I). 
Quelques remaniements et ajustements ministériels interviendront à la fin de l'année 1958 et durant l'année 1959, à la suite notamment de la nomination de Charles Swart à la fonction de gouverneur général d'Afrique du Sud. L'une des innovations introduite par Verwoerd est la nomination de 6 vice-ministres (ou ministres-adjoints) à la place des secrétaires d'états.

Ce gouvernement reste en fonction jusqu'aux élections générales du 8 octobre 1961. Il est le dernier gouvernement de l'Union de l'Afrique du Sud et assure la transition du dominion sud-africain vers le régime républicain en mai 1961.

### Gouvernement Strijdom remanié (1958-1961)
| Ministère                                                 | Nom                                                 | Période             |
| --------------------------------------------------------- | --------------------------------------------------- | ------------------- |
| Affaires étrangères                                       | Eric Louw                                           | 1958-1961           |
| Défense                                                   | François Christiaan Erasmus Jacobus Johannes Fouché | 1958-1959 1959-1961 |
| Finances                                                  | Theophilus Dönges                                   | 1958-1961           |
| Intérieur                                                 | Jozua François Naudé                                | 1958-1961           |
| Justice                                                   | Charles Swart François Christiaan Erasmus           | 1958-1959 1959-1961 |
| Transports                                                | Ben Schoeman                                        | 1958-1961           |
| Travail Mines                                             | Jan de Klerk                                        | 1958-1961           |
| Affaires économiques                                      | A.J.R. van Rhijn Nicolaas Diederichs                | 1958 1958-1961      |
| Administration bantoue                                    | M.D.C. De Wet Nel                                   | 1958-1961           |
| Éducation bantoue                                         | W.A. Maree                                          | 1958-1961           |
| Affaires sociales et pensions Éducation, arts et sciences | Jan Serfontein                                      | 1958-1961           |
| Terres et forêts Travaux publics                          | Paul Sauer                                          | 1958-1961           |
| Agriculture Services Techniques Agricoles                 | P. K. Le Roux                                       | 1958 1958-1961      |
| Eau                                                       | Paul Sauer P. K. Le Roux                            | 1958 1958-1961      |
| Affaires agricoles et Commerce                            | D.C.H. Uys                                          | 1958-1961           |
| Postes et télégraphess Santé                              | Albert Hertzog                                      | 1958-1961           |

## Gouvernement Verwoerd I (1961-1966)
Régime parlementaire
Gouvernement Strijdom/Verwoerd Gouvernement Verwoerd II
Le gouvernement formé le 8 octobre 1961 (et dissous le 30 mars 1966) est en réalité le premier cabinet intégralement formé par Hendrik Verwoerd et est également le premier cabinet ministériel de la République d'Afrique du Sud. Ce gouvernement est marqué par la nomination au rang de ministres de blancs anglophones, les premiers depuis l'arrivée du parti national au pouvoir en 1948. Ces deux ministres, Alfred Trollip et Frank Waring, sont tous deux des transfuges du parti uni. 
| Ministère                                                                       | Nom                          | Période             |
| ------------------------------------------------------------------------------- | ---------------------------- | ------------------- |
| Affaires étrangères                                                             | Eric Louw Hilgard Muller     | 1961-1964 1964-1966 |
| Défense                                                                         | Jacobus Johannes Fouché      | 1961-1966           |
| Finances                                                                        | Theophilus Dönges            | 1961-1966           |
| Intérieur                                                                       | Jan de Klerk                 | 1961-1966           |
| Justice                                                                         | John Vorster                 | 1961-1966           |
| Transports                                                                      | Ben Schoeman                 | 1961-1966           |
| Travail                                                                         | Alfred Trollip               | 1961-1966           |
| Mines et plan                                                                   | Nicolaas Diederichs Jan Haak | 1961-1964 1964-1966 |
| Affaires économiques                                                            | Nicolaas Diederichs          | 1961-1966           |
| Administration bantoue et développement                                         | M.D.C. De Wet Nel            | 1961-1966           |
| Logements (1961-1964) et Développement communautaire (1964-1966) Affaires métis | Pieter Botha                 | 1961-1966           |
| Éducation bantoue et affaires indiennes                                         | W.A. Maree                   | 1961-1966           |
| Éducation, arts et sciences                                                     | John Vorster Jan de Klerk    | 1961 1961-1966      |
| Information                                                                     | Frank Waring                 | 1961-1966           |
| Affaires sociales et pensions                                                   | Jan Serfontein               | 1961-1966           |
| Terres et forêts                                                                | Paul Sauer                   | 1961-1964           |
| Terres et affaires foncières                                                    | D.C.H. Uys                   | 1964-1966           |
| Forêts                                                                          | W.A. Maree                   | 1964-1966           |
| Travaux publics                                                                 | Paul Sauer Pieter Botha      | 1961-1966 1964-1966 |
| Économie agricole et Commerce                                                   | D.C.H. Uys                   | 1961-1966           |
| Services techniques agricoles et Affaires de l'eau                              | P. K. Le Roux                | 1961-1966           |
| Postes, télégraphes et santé                                                    | Albert Hertzog               | 1961-1966           |
| Immigration                                                                     | Jan de Klerk Alfred Trollip  | 1961 1961-1966      |
| Tourisme                                                                        | Frank Waring                 | 1963-1966           |

## Gouvernement Verwoerd II (1966)
Régime parlementaire
Gouvernement Verwoerd I Gouvernement Vorster
Le deuxième (et dernier) gouvernement d'Hendrik Verwoerd est constitué le 9 avril 1966 à la suite de la reconduction du parti national aux élections générales sud-africaines de 1966. Il sera dirigé par John Vorster après l'assassinat de Verwoerd en septembre 1966.
| Ministère                                                                 | Nom                          | Période              |
| ------------------------------------------------------------------------- | ---------------------------- | -------------------- |
| Affaires étrangères                                                       | Hilgard Muller               | Avril-septembre 1966 |
| Défense                                                                   | Pieter Botha                 | Avril-septembre 1966 |
| Finances                                                                  | Theophilus Dönges            | Avril-septembre 1966 |
| Intérieur                                                                 | P. K. Le Roux                | Avril-septembre 1966 |
| Justice et police                                                         | John Vorster                 | Avril-septembre 1966 |
| Transports                                                                | Ben Schoeman                 | Avril-septembre 1966 |
| Travail Affaires métis                                                    | Marais Viljoen               | Avril-septembre 1966 |
| Mines et plan                                                             | Jan Haak                     | Avril-septembre 1966 |
| Affaires économiques                                                      | Nicolaas Johannes Diederichs | Avril-septembre 1966 |
| Administration et éducation bantoue                                       | Michiel Coenraad Botha       | Avril-septembre 1966 |
| Développement communautaire Travaux publics Affaires sociales et pensions | W.A. Maree                   | Avril-septembre 1966 |
| Éducation, arts et sciences Information                                   | Jan de Klerk                 | Avril-septembre 1966 |
| Forêts Tourisme et Sports                                                 | Frank Waring                 | Avril-septembre 1966 |
| Économie agricole, commercialisation, crédit agricole et régime foncier   | D.C.H. Uys                   | Avril-septembre 1966 |
| Services techniques agricoles et Affaires de l'eau                        | Jacobus Johannes Fouché      | Avril-septembre 1966 |
| Postes, télégraphes et santé                                              | Albert Hertzog               | Avril-septembre 1966 |
| Immigration Affaires indiennes                                            | Alfred Trollip               | Avril-septembre 1966 |